# 관성교

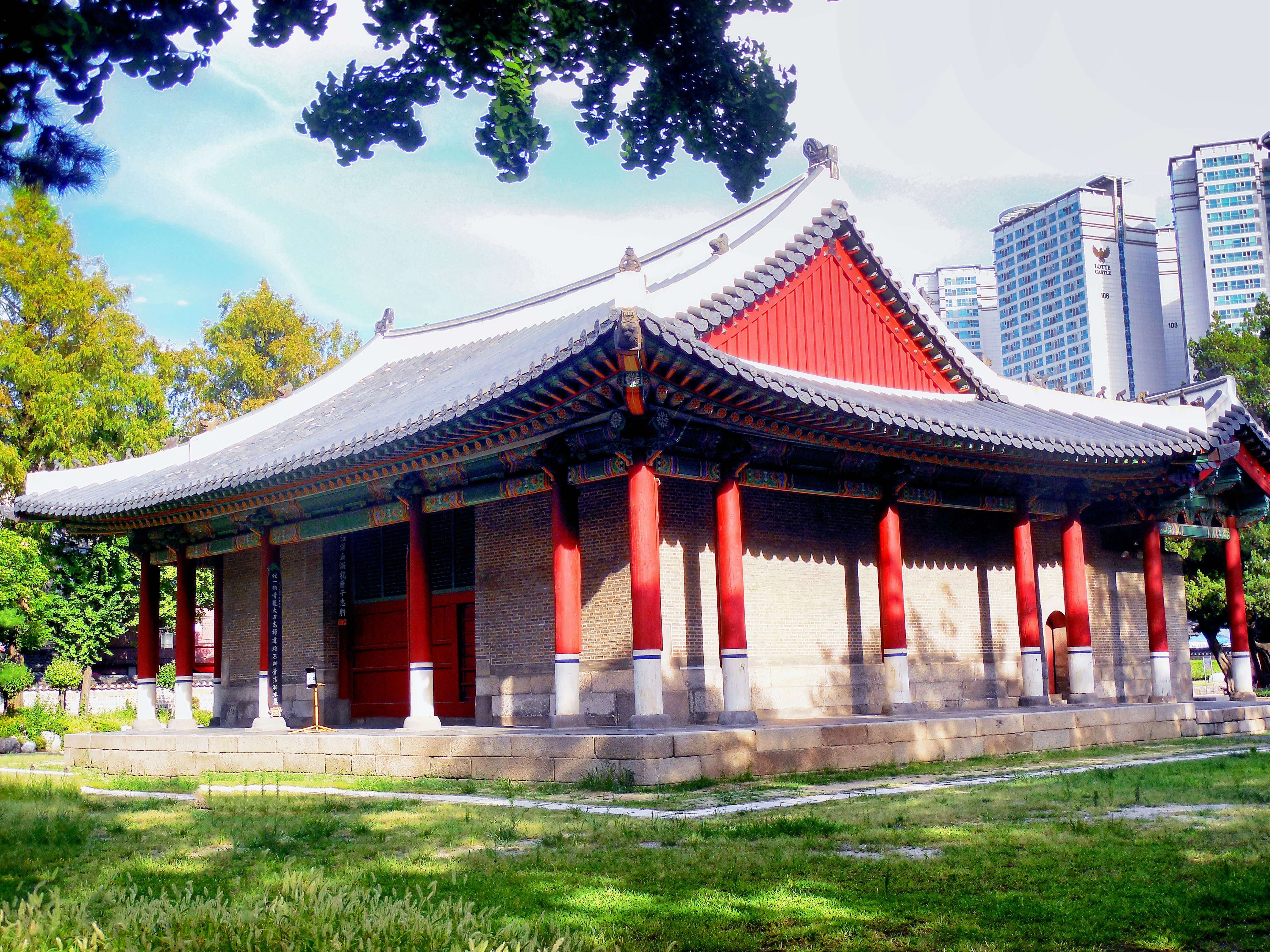
관성계 신흥종교의 본산이었던 서울 동관왕묘

관성교(關聖敎)는 중국 촉나라의 장수 관우를 신으로 모시는 대한민국의 신흥 종교이다.
관성계(關聖系) 신흥종교는 서울특별시 종로구 숭인동에 자리잡고 있는 '동묘(東廟)'와 충청남도 공주시 계룡산에 자리잡고 있는 '무량천도(無量天道)'가 있다. 이들은 모두 관운장의 신명을 신으로 받들고 제사를 지내며 묘를 지어 관운장의 위엄신(威嚴身)을 봉안하고 지극한 정성으로 그 신명을 받들면 관운장신이 현몽된다고 믿는다. 동묘의 신앙상태를 보면 관성제군(關聖帝君)을 연 4회로 제사한다. 제군은 지령(至靈)·지상(至上)·지존(至尊)이고, 삼계복마대제(三界伏魔大帝)이며, 대자(大慈)·대비(大悲)·대원(大願)·대성(大聖)한 천존이라고 한다.
서울의 관성교는 본부였던 동관왕묘가 공원으로 지정되어 종교시설이 철거됨에 따라 사실상 소멸하였고, 사람들의 자발적인 참배로만 남아 있다. 계룡산의 무량천도는 계룡대 건설에 따른 신도안 철거 이후 대전으로 옮겨 교파를 이어가고 있다.